# Canons Park (metrostation)
Canons Park is een station van de metro van Londen aan de Jubilee Line. Het station is geopend in 1932.

## Geschiedenis
Het station werd op 10 december 1932 door de Metropolitan Railway (MR) geopend onder de naam Canons Park (Edgware). Ruim een half jaar na de opening werd de toevoeging Edgware uit de naam gehaald. De perrons liggen op het talud vlak ten noorden van het viaduct over de Whitchurch Lane. De ingangen van het station liggen aan weerszijden van het viaduct aan deze straat en zijn met vaste trappen met de perrons verbonden. Hoewel het het rustigste station van de Jubilee Line is beschikt het wel over toiletten en wachtkamers voor de reizigers. Het naamgevende park ligt iets ten oosten van het station. 
In juni 2007 kondigde London Underground Limited dat de loketten per maart 2008 zouden worden gesloten. Dit in het kader van de sluiting van de 40 minst gebruikte loketten van de underground als gevolg van afnemende kaartverkoop buiten de automaten om.

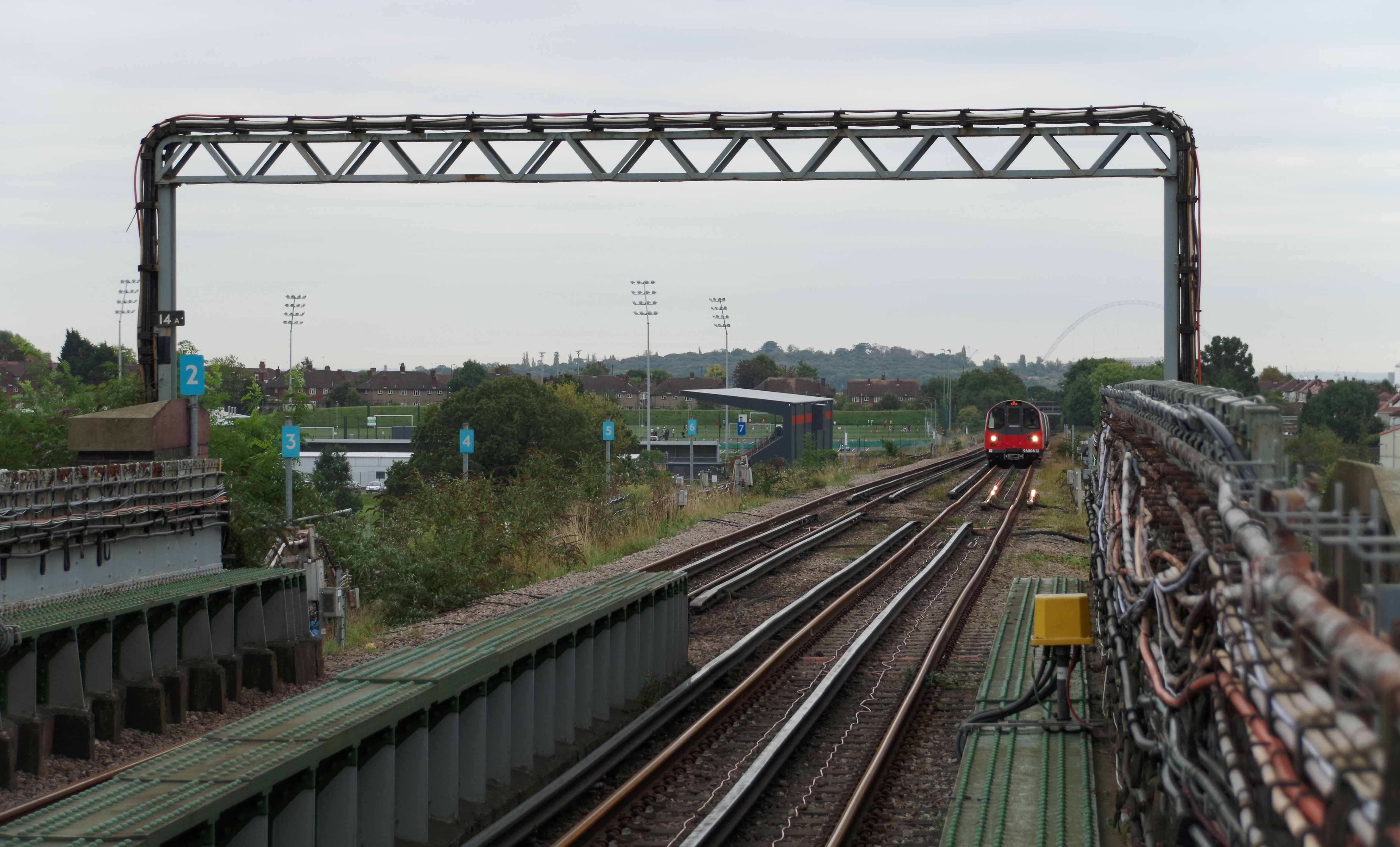
De metro in aantocht naast het Hivestadion ten zuiden van het station
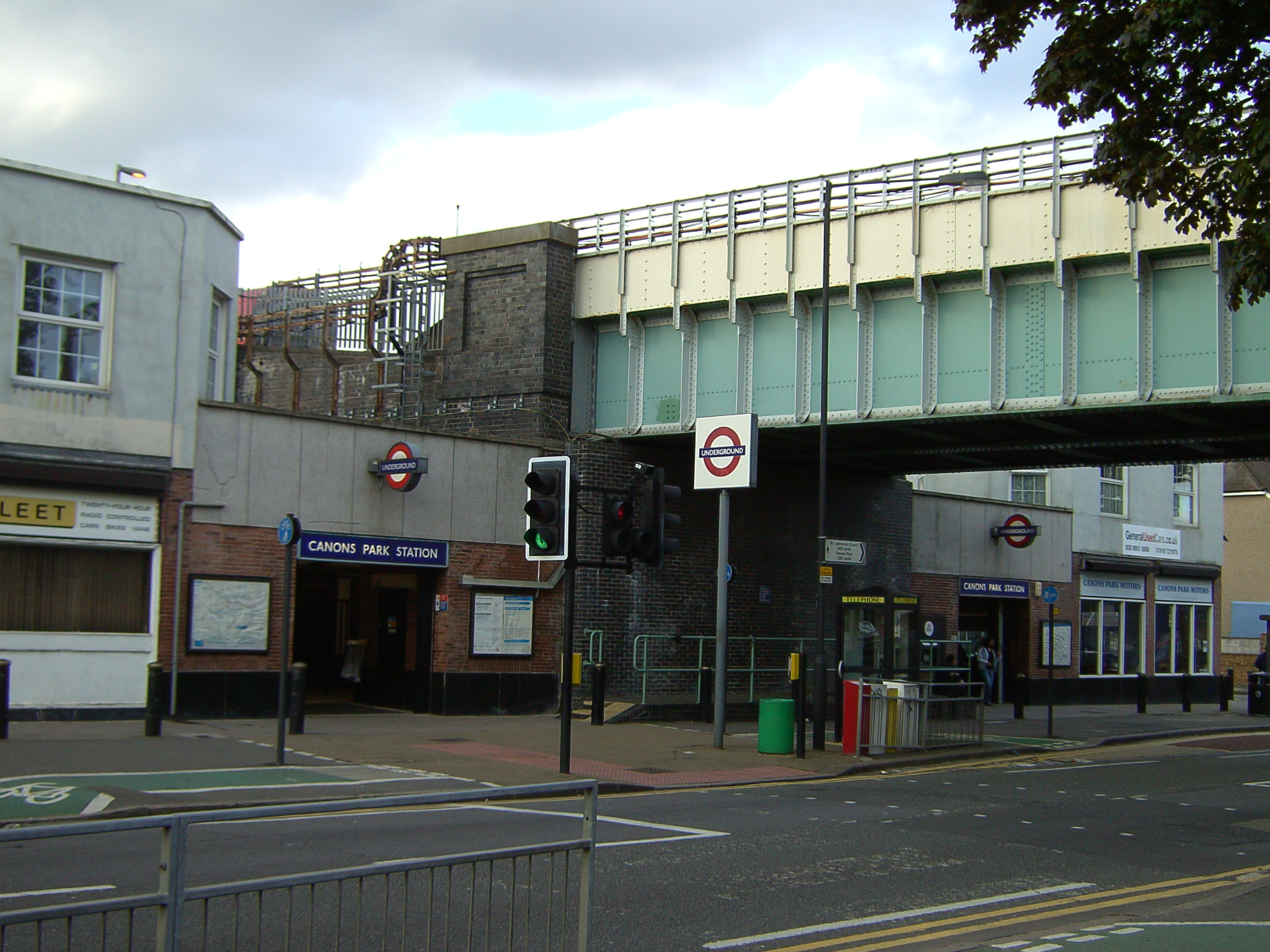
De toegangen aan de Whitchurch Lane
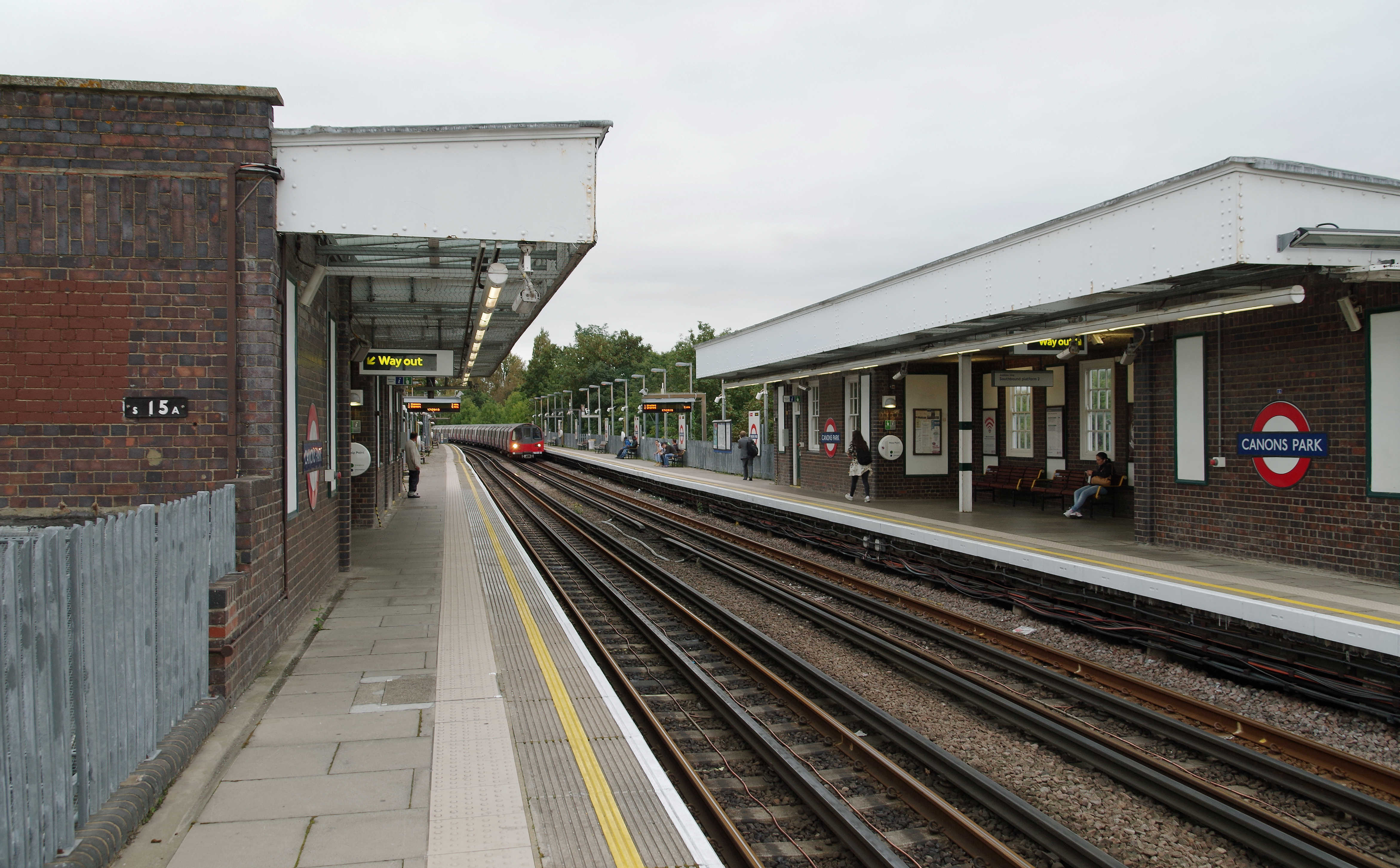
De sporen en perrons gezien uit het zuiden

## Reizigersdienst
In 1932 was het station onderdeel van de Stanmore-tak van de Metropolitan Railway. In 1933 werd het openbaar vervoer in Londen genationaliseerd in Londen Transport, dat de metrolijnen de standaarduitgang Line gaf. Vanwege de flessenhals in de Metropolitan Line bij Finchley Road besloot London Transport om een aftakking aan de Bakerloo Line te maken om de Metropolitan Line te ontlasten. De zijtak van de Bakerloo Line zou bestaan uit de stations van de stopdienst tussen Finchley Road en Wembley Park, twee nieuwe stations ten zuiden van Finchley Road en de in 1932 geopende aftakking naar Stanmore. De werkzaamheden begonnen in 1936 en op 20 november 1939 begon de dienst van de Bakerloo Line langs Canons Park. Op 30 april 1979 ging de Stanmore-tak van de Bakerloo Line over op de Jubilee Line, die sindsdien ook Canons Park bedient. De frequentie van de Jubilee Line varieert tussen om de 2 tot 6 minuten in beide richtingen van 6.08 uur tot 0.17 uur.
Stanmore ·
Canons Park ·
Queensbury ·
Kingsbury ·
Wembley Park ·
Neasden ·
Dollis Hill ·
Willesden Green ·
Kilburn ·
West Hampstead ·
Finchley Road ·
Swiss Cottage ·
St. John's Wood ·
Baker Street ·
Bond Street ·
Green Park ·
Westminster ·
Waterloo ·
Southwark ·
London Bridge ·
Bermondsey ·
Canada Water ·
Canary Wharf ·
North Greenwich ·
Canning Town ·
West Ham ·
Stratford